# أورجان بيرغ هانسن
أورجان بيرغ هانسن (بالنرويجية البوكمول: Ørjan Berg Hansen)‏ (29 أبريل 1984 - ) هو لاعب كرة قدم نرويجي في مركز الوسط. شارك مع منتخب النرويج تحت 19 سنة لكرة القدم. أما مع النوادي، فقد لعب مع نادي ساندفيورد وHamarkameratene ‏ وLarvik Turn ‏ وKongsvinger IL Toppfotball ‏.

## وصلات خارجية
- أورجان بيرغ هانسن على موقع قاعدة بيانات كرة القدم.إي يو (الإنجليزية)